# Departamento Pilcomayo
Pilcomayo ist ein Departamento in der Provinz Formosa im Norden Argentiniens und ist eine von neun Verwaltungseinheiten der Provinz. 
Es grenzt im Norden und Osten an Paraguay, im Süden an das Departamento Formosa und im Westen an die Departamentos Pilagás und Pirané. Es hat eine Fläche von 5.342 km² mit 78.114 Einwohnern mit einer Bevölkerungsdichte von 14,6 Einw./km². 
Die Hauptstadt des Departamento Pilcomayo ist Clorinda.

## Geographie
Der Nationalpark Río Pilcomayo liegt ca. 45 Kilometer westlich von Clorinda und wird vom Río Pilcomayo durchflossen.

## Bevölkerung
Nach Berechnungen des INDEC stieg die Einwohnerzahl von 78.114 Einwohnern (2001) auf 93.160 Einwohner im Jahre 2005.

## Gliederung
Das Departamento Pilcomayo gliedert sich in eine Gemeinde erster Kategorie (Clorinda), eine Gemeinde zweiter Kategorie (Laguna Blanca), die beiden Gemeinden dritter Kategorie Laguna Naick Neck und Riacho He-Hé, die Comisión de Fomento Siete Palmas und die Juntas Vecinales Provinciales Palma Sola, Puerto Pilcomayo und Riacho Negro.